# Paul Alivisatos
Paul Alivisatos, född 12 november 1959 i Chicago, USA, är en amerikansk forskare och professor i kemi vid University of California, Berkeley. Han har blivit omnämnd som ’’en av nanovetenskapens fäder’’
och är forskningsledare över Lawrence Berkeley National Laboratory, där han bedriver forskning på nanokristallers användning för solenergiprodukter.

## Biografi
Alivisatos flyttade vid tio års ålder till Aten i Grekland tillsammans med sin familj. Han har sagt att åren i Grekland lärde honom mycket, eftersom han fick kämpa mer än de andra i skolan för att förstå allting då han dessutom skulle lära sig grekiska. Detta har han haft stor nytta av i sin senare karriär. 
I slutet av 70-talet återvände han till Chicago för att läsa kemi vid University of Chicago. Han tog examen 1981, doktorerade därefter i kemisk fysik på University of California, Berkeley och blev filosofi doktor 1986. Samma år fick han tjänst som forskarassistent på Bell Labs tillsammans med Louis E. Brus inom nanoteknik. Han återvände till Berkeley 1988 som biträdande professor i kemi, blev docent 1993 och professor 1995. År 1999 blev han även professor i materialvetenskap och teknik.

## Karriär
Alivisatos är medgrundare av företaget Nanosys Inc som designar och tillverkar nya material för att förbättra färgen i LCD-skärmar och lagringskapaciteten i batterier. Han är också grundare av den vetenskapliga tidskriften Nano Letters som ges ut av American Chemical Society och som publicerar artiklar rörande nanoforskning och nanoteknik. Han har fått ta emot många priser för sin framstående forskning, till exempel 2012 års Wolfpris i kemi tillsammans med Charles Lieber för deras bidrag inom nanokemin, Alivisatos för att ha visat att man utöver tredimensionella nanokristaller i halvledarmaterial kan växa dem i endast två dimensioner.

## Fotnoter
1. ↑  läs online, countrylicious.com .[källa från Wikidata]
2. ↑  PubMed, PubMed-ID: 17163691.[källa från Wikidata]
3. ↑  PubMed, PubMed-ID: 19408927.[källa från Wikidata]
4. 1 2 3  läs online, chemistry.uchicago.edu .[källa från Wikidata]
5. ↑  läs online, www.coblentz.org .[källa från Wikidata]
6. ↑  läs online, www.acs.org .[källa från Wikidata]
7. ↑  läs online, science.osti.gov .[källa från Wikidata]
8. ↑  läs online, isnsce.org .[källa från Wikidata]
9. ↑  läs online, www.cs.duke.edu .[källa från Wikidata]
10. ↑  läs online, acspss.org .[källa från Wikidata]
11. ↑  läs online, wolffund.org.il .[källa från Wikidata]
12. ↑  läs online, clarivate.com , läst: 23 september 2023.[källa från Wikidata]
13. ↑  läs online, www.wilhelmexner.org .[källa från Wikidata]
14. ↑  läs online, www.seaborg.ucla.edu .[källa från Wikidata]
15. ↑  läs online, welch1.org .[källa från Wikidata]
16. ↑  läs online, www.chem.tamu.edu .[källa från Wikidata]
17. ↑  läs online, www.acs.org .[källa från Wikidata]
18. ↑  läs online, www.kavliprize.org .[källa från Wikidata]
19. 1 2 3  ”Arkiverade kopian”. Arkiverad från originalet den 10 januari 2009. https://www.webcitation.org/5dizjtwwa?url=http://www.lbl.gov/Publications/Director/. Läst 10 januari 2009.
20. 1 2  ”Arkiverade kopian”. Arkiverad från originalet den 14 juli 2012. https://web.archive.org/web/20120714064004/http://www.mse.berkeley.edu/People/Paul_Alivisatos. Läst 28 november 2012.
21. ↑  ”Arkiverade kopian”. Arkiverad från originalet den 12 mars 2011. https://web.archive.org/web/20110312074056/http://www.nanosysinc.com/. Läst 28 november 2012.
22. ↑  http://pubs.acs.org/page/nalefd/about.html
23. ↑  http://www.chemistryviews.org/details/ezine/2037991/2012_Wolf_Prize_in_Chemistry.html